# Harvey Miller (Drehbuchautor)
Harvey Miller (* 15. Juni 1935 in New York City; † 9. Januar 1999 in Los Angeles, Kalifornien) war ein US-amerikanischer Drehbuchautor.

## Leben
Miller trat ab Ende der 1960er Jahre als Drehbuchautor für das Fernsehen in Erscheinung. Zuvor war er als Gagschreiber tätig. In den 1950er Jahren war er als Armeeangehöriger in Deutschland stationiert. Als Autor und Regisseur war er u. a. ab 1970 an mehreren Episoden der Serie Männerwirtschaft beteiligt. Es folgten weitere Arbeiten für Film- und Fernsehen. Zuletzt inszenierte er 1996 den Film Schwer verdächtig.
Sein Mitwirken an dem Drehbuch zu Schütze Benjamin brachte ihm 1981 eine Oscar-Nominierung in der Kategorie Beste Originaldrehbuch ein. Außerdem gewann er gemeinsam mit Nancy Meyers und Charles Shyer den Writers Guild of America Award der Writers Guild of America. An dem Film war er auch als Produzent beteiligt.

## Filmografie (Auswahl)
- 1970–1975: Männerwirtschaft (The Odd Couple, Fernsehserie)
- 1980: Schütze Benjamin (Private Benjamin)
- 1981: Jekyll und Hyde – Die schärfste Verwandlung aller Zeiten (Jekyll and Hyde... Together Again)
- 1984: Auf dem Highway ist wieder die Hölle los (Cannonball Run II)
- 1985: Die Weißkittel – Dümmer als der Arzt erlaubt (Bad Medicine)
- 1996: Schwer verdächtig (Getting Away with Murder)